# Chironomus brevimanus
Chironomus brevimanus är en tvåvingeart som först beskrevs av Lundstrom 1915.  Chironomus brevimanus ingår i släktet Chironomus och familjen fjädermyggor. Inga underarter finns listade i Catalogue of Life.